# Cordyla monegrensis
Cordyla monegrensis är en tvåvingeart som beskrevs av Chandler och Blasco-zumeta 2001. Cordyla monegrensis ingår i släktet Cordyla och familjen svampmyggor.
Artens utbredningsområde är Spanien. Inga underarter finns listade i Catalogue of Life.